# Parcs nationaux du Ghana
Le Ghana possède sept parcs nationaux.
Les parcs sont gérés par la Wildlife Division qui dépend de la Commission Forestière du Ghana.

## Liste
| Parc national                     | Année de création | Région                | Surface (km²) | Catégorie IUCN |
| --------------------------------- | ----------------- | --------------------- | ------------- | -------------- |
| Parc national de Bui              | 1971              | Région de Brong Ahafo | 1 820,60      | II             |
| Parc national de Digya            | 1971              | Région de Brong Ahafo | 3 478,30      | II             |
| Parc national Mole                | 1971              | Région du Nord        | 4 840,40      | II             |
| Parc national de Bia              | 1974              | Région Occidentale    | 77,70         | II             |
| Parc national de Nini Suhien (en) | 1976              | Région Occidentale    | 343,00        | II             |
| Parc national de Kakum            | 1991              | Région du Centre      | 207,00        | II             |
| Parc national de Kyabobo          | 1997              | Région de la Volta    | 359,80        |                |

- Parc faisant partie d'une réserve de biosphère de l'Unesco